# Sarandi (Paraná)
Sarandi, amtlich portugiesisch Município de Sarandi, ist eine Stadt im brasilianischen Bundesstaat Paraná der Região Sul. Im Volkszählungsjahr 2010 hatte sie 82.847 Einwohner, die Bevölkerungszahl der Sarandienser wurde zum 1. Juli 2020 auf 97.803 Einwohner geschätzt, die auf einer Gemeindefläche von rund 103,5 km² leben. Die Bevölkerungsdichte beträgt rechnerisch rund 800 Personen pro km², tatsächlich konzentrieren sich 99 % auf den urbanen Bereich. Sie steht bezogen auf die Bevölkerung an 22. Stelle der 399 Munizipien des Bundesstaates, bezogen auf die Fläche an 388. Stelle. Sie ist mit weiteren 25 Gemeinden Teil der Metropolregion Maringá. Die Entfernung zur Hauptstadt Curitiba beträgt 429 km.
Sarandi liegt eng zwischen zwei Städten und hat eine geringe landwirtschaftliche Anbaufläche. Die Wirtschaft beruht auf Handel, Dienstleistungen und kleineren Industriebetrieben.

## Geographie

### Fläche und Lage

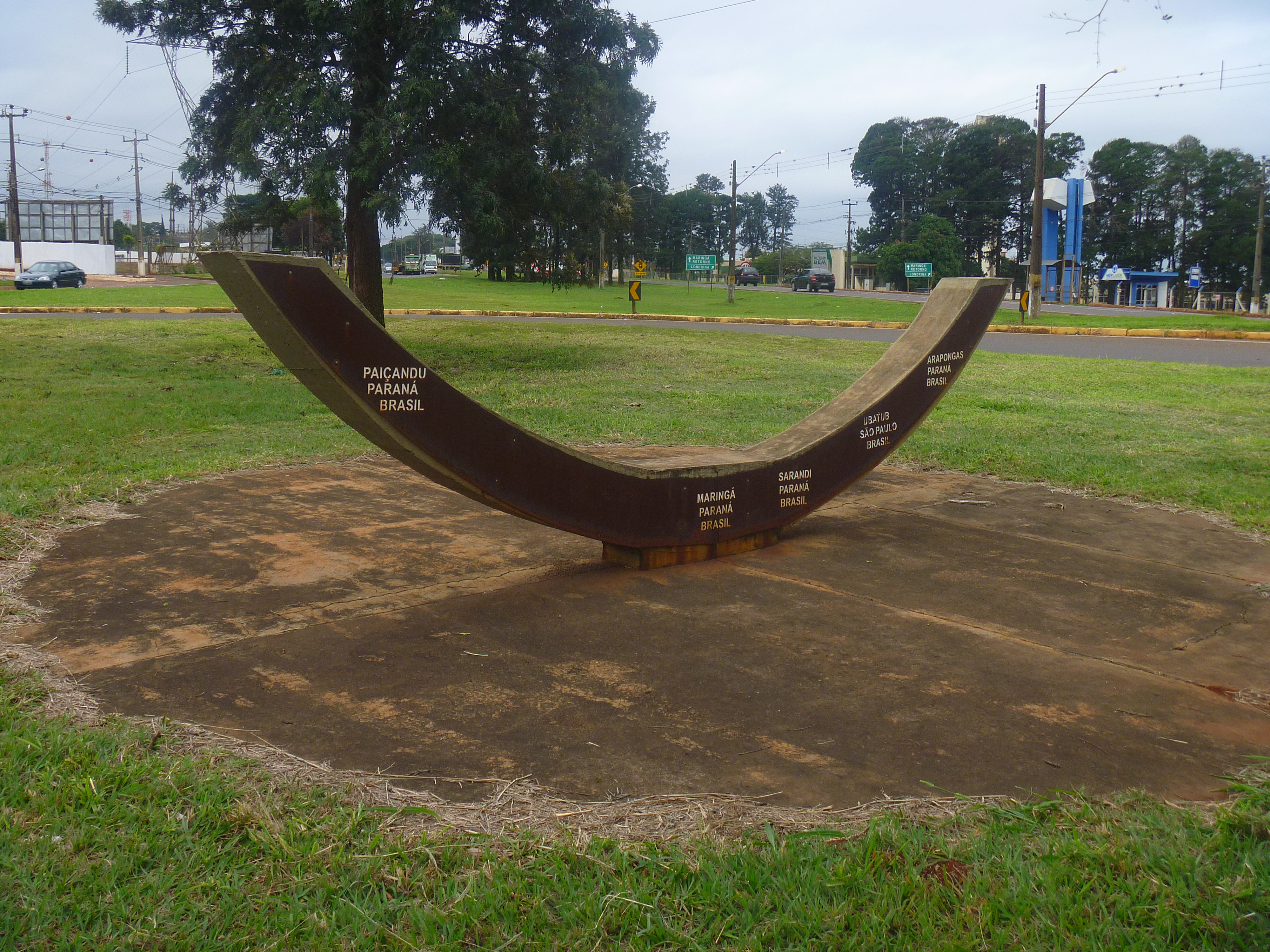
Markierung des Wendekreises des Steinbocks

Sarandi liegt auf dem Terceiro Planalto Paranaense (der Dritten oder Guarapuava-Hochebene von Paraná). Durch das Munizip verläuft der südliche Wendekreis, der Wendekreis des Steinbocks. Seine Fläche beträgt 104 km². Es liegt auf einer Höhe von 592 Metern.
Umliegende Gemeinden sind Maringá und Marialva.
Das Biom ist Mata Atlântica. Das Zentrum liegt auf einer Höhe von 592 Metern über dem Meeresspiegel.

### Klima
Die Stadt hat tropisches gemäßigtes Höhenklima, Cfb nach der Klimaklassifikation nach Köppen und Geiger. Die Durchschnittstemperatur ist 17,9 °C. Die durchschnittliche Niederschlagsmenge liegt bei 1318 mm im Jahr.

## Kommunalverwaltung
Die Exekutive liegt bei dem Stadtpräfekten (Bürgermeister). Bei der Kommunalwahl 2016 wurde Walter Volpato von dem Partido da Social Democracia Brasileira (PSDB) zum Stadtpräfekten für die Amtszeit von 2017 bis 2020 gewählt.
Die Legislative liegt bei einem gewählten 10-köpfigen Stadtrat, den vereadores der Câmara Municipal.
Der Munizip besteht aus einem Gesamtdistrikt.

## Bevölkerungsentwicklung
| Jahr | Einwohner | Stadt  | Land  |
| --- | --------- | ------ | ----- |
| 1991 | 47.981    | 46.208 | 1.773 |
| 2000 | 71.422    | 69.493 | 1.929 |
| 2010 | 82.847    | 82.146 | 701   |
| 2020 | 97.803    | ?      | ?     |
| Hier fehlt eine Grafik, die leider im Moment aus technischen Gründen nicht angezeigt werden kann. Wir arbeiten daran! |           |        |       |

Quelle: IBGE (2011)

## Ethnische Zusammensetzung
Ethnische Gruppen nach der statistischen Einteilung des IBGE (Stand 2000 mit 71.422, Stand 2010 mit 82.847 Einwohnern):
| Gruppe      | Anteil 2000 | Anteil 2010 | Anmerkung                        |
| ----------- | ----------- | ----------- | -------------------------------- |
| Brancos     | 48.227      | ▼ 45.331    | Weiße, Nachfahren von Europäern  |
| Pardos      | 19.615      | ▲ 32.544    | Mischrassige, Mulatten, Mestizen |
| Pretos      | 2.753       | ▲ 4.222     | Schwarze                         |
| Amarelos    | 266         | ▲ 664       | Asiaten                          |
| Indígenas   | 106         | ▼ 86        | indigene Bevölkerung             |
| ohne Angabe | 456         | –           |                                  |

## Analphabetenquote
Sarandi hatte 1991 eine Analphabetenquote von 22,2 % (inklusive nicht abgeschlossener Grundschulbildung), die sich bei der Volkszählung 2010 bereits auf 9 % reduziert hatte. Rund 24 % der Bevölkerung waren 2010 Kinder und Jugendliche bis 15 Jahre.

## Durchschnittseinkommen und Lebensstandard
Das monatliche Durchschnittseinkommen betrug 2017 den Faktor 2,3 des brasilianischen Mindestlohns (Salário mínimo) von R$ 880,00 (Einkommen umgerechnet für 2019: rund 458 € monatlich). Der Index der menschlichen Entwicklung (HDI) ist mit 0,695 für 2010 als mittel eingestuft.
2017 waren 15.115 Personen oder 16 % der Bevölkerung als fest im Arbeitsverhältnis stehend gemeldet, 30,1 % der Bevölkerung hatten 2010 ein Einkommen von der Hälfte des Minimallohns.
Das Bruttosozialprodukt pro Kopf betrug 2016 15.514,11 R$, das Bruttosozialprodukt der Gemeinde belief sich 2016 auf 1.417.121,22 × Tsd. R$. Damit stand Sarandi an 39. Stelle der Wirtschaftskraft der 399 Munizips des Bundesstaates und an 544. Stelle der 5570 Munizipien Brasiliens.

## Verkehrsanbindung
| Straßenverbindungen      |                                        |
| BR-376 (Rodovia do Café) | Von Maringá über Sarandi nach Marialva |

Durch Sarandi führt die Eisenbahnlinie Linha Ourinhos–Cianorte, auch bekannt als EF-369. Der nächstgelegene Regionalflughafen ist in Maringá.